# Rue Deveux
La rue Deveux est une rue faisant partie du quartier administratif du Longdoz à Liège en Belgique.

## Voies adjacentes
- Rue Villette
- Rue Robertson
- Rue Édouard Remouchamps
- Rue du Fer
- Rue Douffet
- Rue Lairesse